# Deepwater Horizon
Дипуотер Хорайзен (Deepwater Horizon, дословно «Глубоководный Горизонт») — полупогружная нефтяная буровая платформа сверхглубоководного бурения с системой динамического позиционирования. Построена в 2001 году южнокорейской судостроительной компанией Hyundai Heavy Industries по заказу R&B Falcon, которая в 2001 году вошла в состав Transocean Ltd. Платформа была заложена 21 марта 2000 года и спущена на воду 23 февраля 2001 года.

## Служба
В 2001 году платформа была сдана в аренду компании BP на три года, и в июле того же года она прибыла в Мексиканский залив. Впоследствии срок аренды неоднократно продлевался, так, в 2005 году договор был перезаключён на срок с сентября 2005 года до сентября 2010 года, позже он был продлён ещё раз на срок с сентября 2010 года до сентября 2013 года.
В сентябре 2009 года «Дипуотер Хоризон» пробурила в Мексиканском заливе в районе месторождения Тайбер самую глубокую на тот момент нефтяную скважину в истории, достигнув глубины 10 680 м, из которых 1259 м составляла вода.
В феврале 2010 года платформа Deepwater Horizon приступила к бурению скважины на глубине 1500 метров на месторождении Макондо (Mississippi Canyon block 252). Лицензия на разработку месторождения Макондо была продана на аукционе в марте 2008 года BP, впоследствии она продала 25 % Anadarko и 10 % MOEX Offshore 2007 LLC (дочерняя компания Mitsui).

## Гибель и вызванная экологическая катастрофа
Судно находилось в Миссисипском каньоне в центральной части Мексиканского залива, в 84 км к юго-востоку от порта Венис (штат Луизиана), в процессе цементирования скважины для компании BP, которая не успевала сдать скважину в срок.
20 апреля 2010 года платформа взорвалась и загорелась.
Несмотря на попытки потушить пожар, 22 апреля она затонула, на глубине 1500 м.
На момент взрыва на борту находилось 126 человек. 115 человек было спасено, из которых 17 человек получили поражения различной степени тяжести. 11 человек пропало без вести и считаются погибшими. Судно находится на дне в 400 м от скважины.
Гибель «Дипуотер Хорайзен» повлекла за собой крупнейшую экологическую катастрофу. По оценкам, из запечатанной скважины на поверхность Мексиканского залива вытекала нефть в объёме до 5 тыс. баррелей (около 700 тонн) в сутки (по другим оценкам — 100 тыс. баррелей нефти в сутки (около 13,5 тыс. тонн)).